# African-American Film Critics Association
 (janvier 2021).
Si vous disposez d'ouvrages ou d'articles de référence ou si vous connaissez des sites web de qualité traitant du thème abordé ici, merci de compléter l'article en donnant les références utiles à sa vérifiabilité et en les liant à la section « Notes et références ».
L'African-American Film Critics Association (en abrégé AAFCA) est une association de critiques de cinéma chargée de promouvoir les professionnels afro-américains de l'industrie cinématographique.
Elle remet chaque année les African-American Film Critics Association Awards (AAFCA Awards) depuis 2003.

## Catégories de récompense
- Top 10 des films de l'année
- Meilleur film
- Meilleur réalisateur
- Meilleur acteur
- Meilleure actrice
- Meilleur acteur dans un second rôle
- Meilleure actrice dans un second rôle
- Révélation de l'année
- Meilleur scénario
- Meilleure musique de film
- Meilleur film indépendant
- Meilleur film étranger
- Meilleur film d'animation
- Meilleur film documentaire
- Special Achievement Awards